# Вайцзеккер, Андреас фон
Андреас Фрайхерр фон Вайцзеккер (нем. Andreas Freiherr von Weizsäcker; 25 июня 1956, Эссен — 13 июня 2008, Гаутинг) — немецкий скульптор и преподаватель университета. 

## Биография
Андреас фон Вайцзеккер родился 25 июня 1956 года. Он был вторым сыном бывшего федерального президента Германии Рихарда фон Вайцзеккера (1920—2015) и его супруги Марианны фон Вайцзеккер (род. 1932). Он происходит из семьи Вайцзеккеров. Члены этой семьи занимали различные государственные должности, в разные периоды истории. Например, дед Андреаса, Эрнст фон Вайцзеккер (1882—1951), был дипломатом.
В отличие от многих других членов семьи Вайцзеккер, он изначально не стремился к академической карьере. После получения аттестата зрелости, в Оденвальде, он изучал профессию плотника и мебельщика, по которой в 1976 году сдал экзамен на подмастерье. Во время учебы в Оденвальде, он жил в жилой группе директора Герольда Беккера, которого считают главным виновником педофильского скандала, связанного с насилием в школе, в Оденвальде. Крестным отцом Андреаса был партнер Герольда Беккера, реформатор образования Хартмут фон Хентиг. Отец, Андреаса, Рихард, был членом группы поддержки Odenwaldschule e.V. с 1960-х годов. Андреас также входил в его состав до 2 августа 1984 года. 
С 1977 года он работал плотником сцены на Westdeutscher Rundfunk в Кёльне. В 1978 году он работал в Немецкой службе развития в Таиланде. В том же году у него впервые диагностировали злокачественную лимфому. Однако, gоследующая терапия оказалась успешной и он вылечился. В 1979 году он смог начать изучать скульптурное искусство в Мюнхенской академии искусств. Он учился у таких профессоров как: Роберт Якобсен, Хубертуса фон Пилигрима и Эдуардо Паолоцци.
Затем с 1984 по 1990 год он был ассистентом на кафедре свободной скульптуры под руководством Паолоцци, а с 1986 по 1989 год, он работал преподавателем бумажной и свободной скульптуры в Мюнхенской академии искусств. В 1988 году он был стипендиатом Германской службы академических обменов и других организаций, в Нью-Йорке и Сан-Франциско.
После этого, он работал в Международной летней академии изящных искусств в Зальцбурге по специальностям скульптура, бумага и переработка отходов. В период с 1993 по 1995 год, он вместе с художницей Беатой Пассов работал над ее проектом «Раны памяти». В 2001 году он получил должность профессора, по специальности «Художественная формовка бумаги» в Академии Мюнхена. В 2007 году он был назначен проректором Академии.
Андреас фон Вайцзеккер был активным членом союза художников Германии.
Одна из его скульпторских работ «Похмелье», установлена в Ганновере, в 1991 году. Изначально, она должна была быть временной, но позже власти Ганновера решили оставить её.
13 июня 2008 года он умер от лимфомы, в больнице в Гаутинге. Похоронен на кладбище в Ваккерсберге. 
Часть художественного наследия Андреаса фон Вайцзеккера находится в архиве художника Фонда художественных произведений, включая скульптуры, рисунки, гравюры и архивные материалы.

## Личная жизнь
Он был женат на художнице Сабрине Хохманн (род. 1966). Детей у них не было.

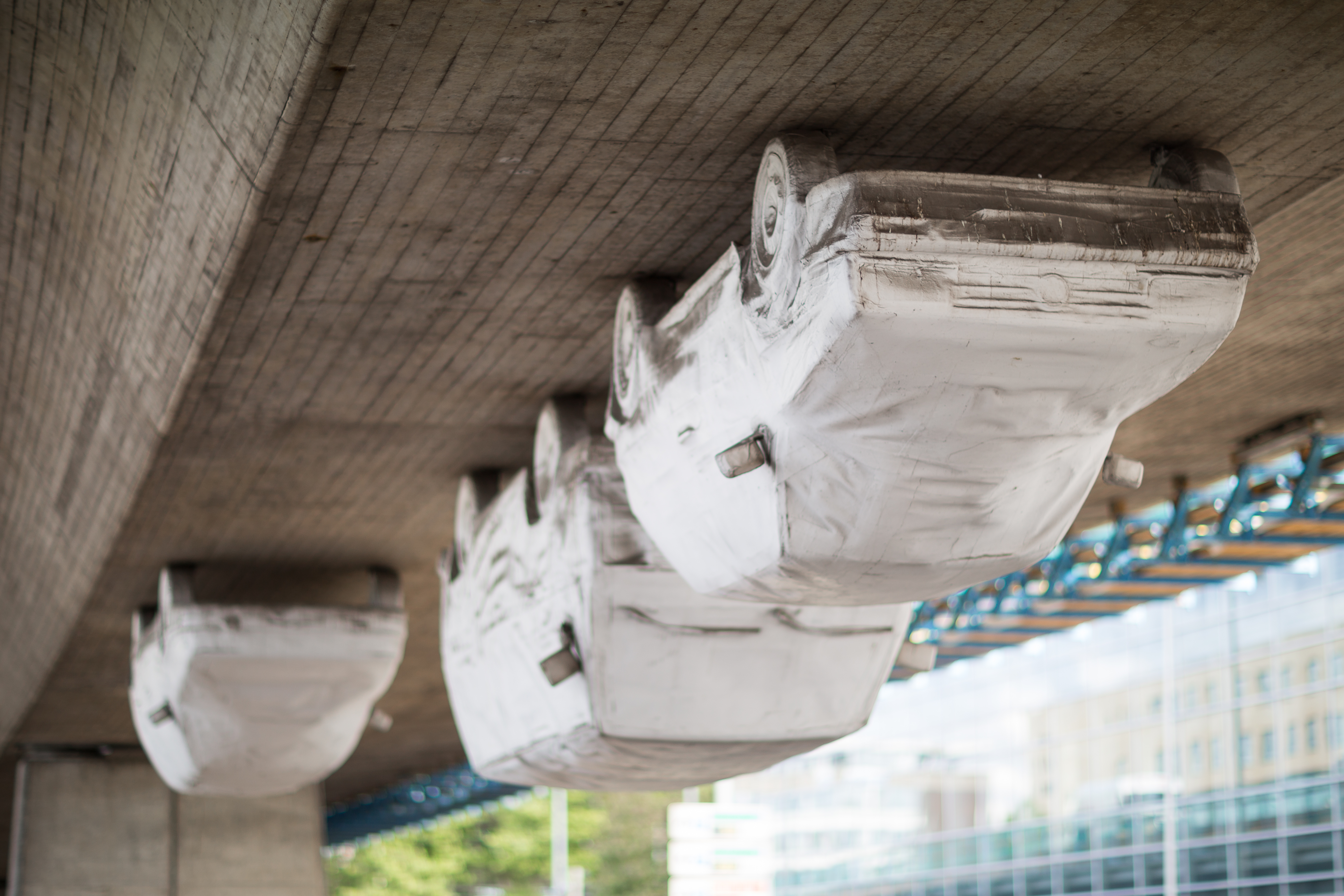
Работа «Похмелье», установленная в 1991 году под мостом в Ганновере.

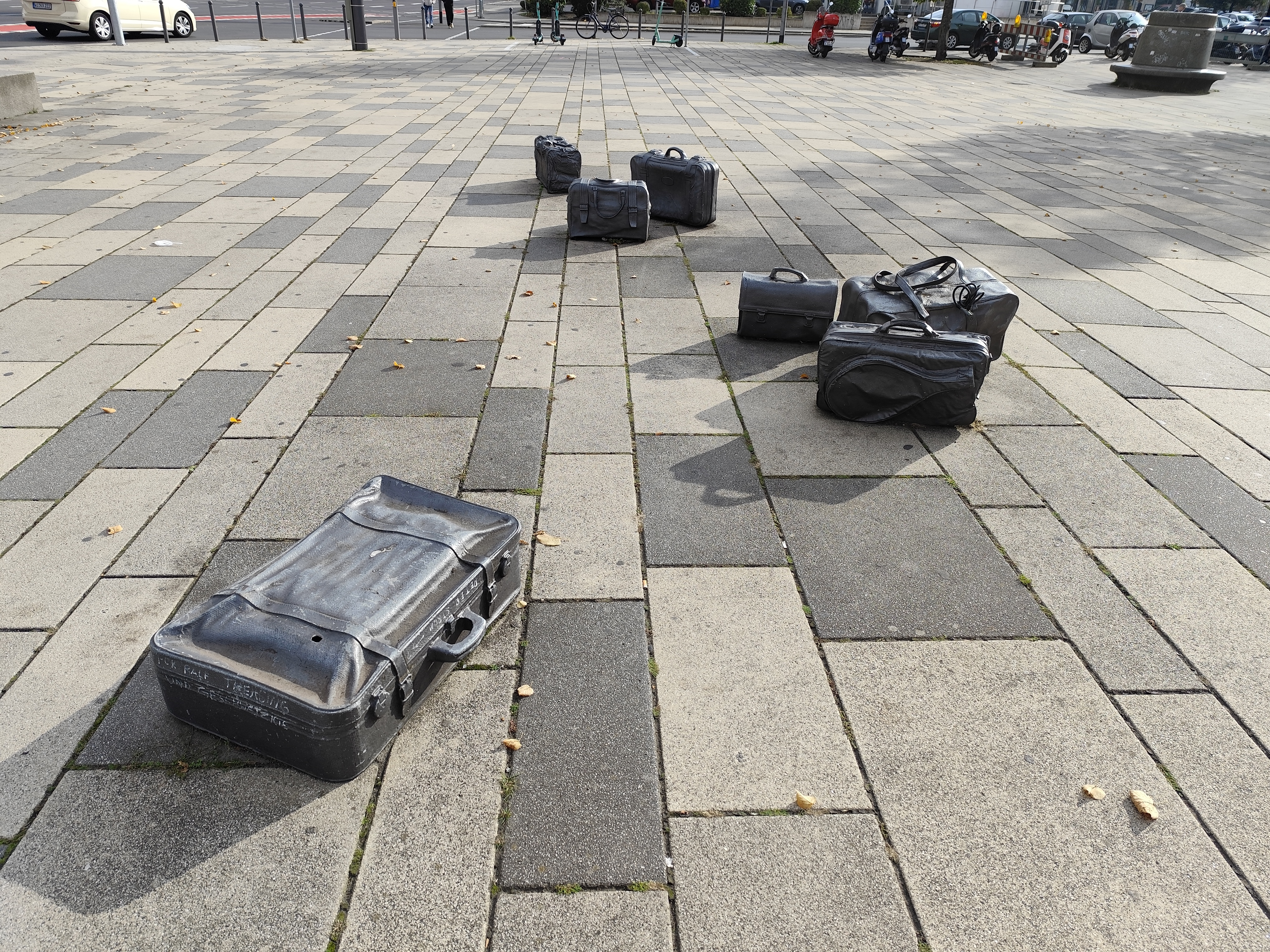
«Тяжёлый баггаж», установлена в Висбадене в 2001 году.